# إليزافيتا كوليتشكوفا
إليزافيتا كوليتشكوفا (بالروسية: Куличкова, Елизавета Дмитриевна) مواليد 12 أبريل 1996 في نوفوسيبيرسك، هي لاعبة كرة مضرب روسية وتحتل حالياً المرتبة 87 (22 فبراير 2016) في تصنيف رابطة محترفات كرة المضرب. هي إحدى بطلات الجراند سلام.

## روابط خارجية
- إليزافيتا كوليتشكوفا على موقع رابطة محترفات التنس (الإنجليزية)
- إليزافيتا كوليتشكوفا على موقع الاتحاد الدولي لكرة المضرب (الإنجليزية)
- إليزافيتا كوليتشكوفا على موقع كأس بيلي جين كينغ (الإنجليزية)
- إليزافيتا كوليتشكوفا على موقع خلاصة التنس.كوم (الإنجليزية)
- إليزافيتا كوليتشكوفا على موقع إي إس بي إن.كوم (الإنجليزية)